# Wiktor Thommée

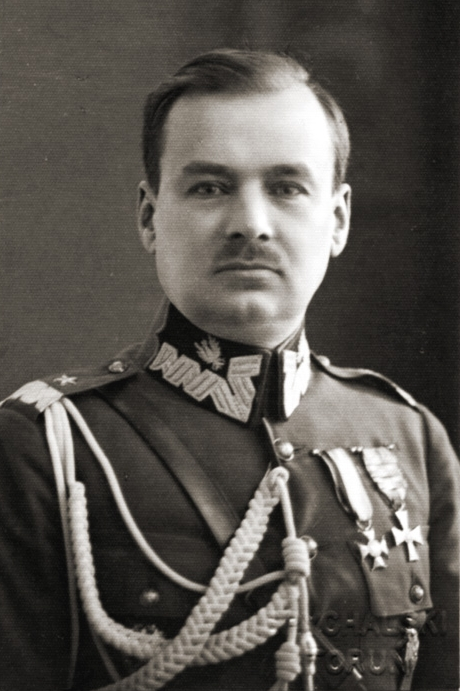
General Thommée

Wiktor Thommée (* 30. Dezember 1881 in Švenčionys, heute Litauen; † 13. November 1962 in Warschau, Polen) war ein polnischer Brigadegeneral im Zweiten Weltkrieg. 1939 war er Oberbefehlshaber der Armee „Lodz“.

## Leben
Ab 1887 besuchte Wiktor Thommée Privatschulen in Święciany, Lida und Daugavpils und ab 1895 die Realschule in St. Petersburg. 1904 absolvierte er eine Offiziersschule in St. Petersburg und wurde dann in das 124. Infanterieregiment in Woronesch eingegliedert. Er nahm am Japanisch-Russischen Krieg teil, in dem er zweimal verwundet wurde. Im Jahr 1914 absolvierte er die russische Generalstabsakademie. Im Ersten Weltkrieg nahm er zunächst als Kommandeur einer Kompanie und später des Infanterieregiments Nr. 276 teil. 1916 wurde er zum Oberstleutnant befördert und kämpfte in den Reihen des 47. Armeekorps am rumänischen Kriegsschauplatz.
Nach dem Ausbruch der Russischen Revolution wurde er 1917 Stabschef der 4. Division (General Lucjan Żeligowski) der polnischen Legionen. Im Juni 1919 trat er der neu gegründeten polnischen Armee bei. Während des Sowjetisch-Polnischen Krieges von 1920 war er Stabschef der 10. Infanterie-Division, dann nacheinander Kommandeur des 28. Infanterie-Regiments, Stabschef der 19. Infanterie-Brigade und der 10. Infanterie-Division. Nach dem Krieg war er bis August 1921 Kommandeur der 20. Infanterie-Brigade und ein Jahr lang Stabschef beim IX. Korpsdistrikt (DOK IX) in Brześć (Brest). Im Oktober 1922 wurde er Erster Generalstabsoffizier der III. Heeresinspektion in Thorn. Im selben Jahr erhielt er den Rang eines Obersts. 1923 absolvierte er einen höheren Führerkurs für Kommandeure in Warschau. Von 1924 bis 1936 war er Kommandeur der 15. Infanterie-Division in Bydgoszcz. 1924 wurde er zum Brigadegeneral befördert. Von 1934 bis 1938 war er Kommandeur im VII. Korpsdistrikt von Toruń, dann war er bis zu Beginn des Krieges Kommandeur des IV. Korpsdistrikts in Łódź. Beim Überfall auf Polen 1939 befehligte er zunächst die Operationsgruppe "Piotrków", welche Teil der "Armia Łódź" war. Seine Truppen nahmen an den Schlachten bei Mokra und Borowa Góra teil. Am 8. September übernahm er das Kommando der "Armia Lodz", welche vom 13. bis 29. September die Verteidigung der Festung Modlin innehatte. Am 7. November 1939 wurde er festgenommen und bis Kriegsende in den deutschen Gefangenenlagern Colditz, Königstein, Hohenstein, Johannisbrunn, Murnau und Dössel inhaftiert. Nach seiner Befreiung im April 1945 wanderte er nach Frankreich und Italien aus. Er kehrte im November 1947 nach Polen zurück und meldete sich sofort freiwillig zum Militärdienst, wurde aber nicht mehr angenommen. Dann arbeitete er einige Zeit als Hausmeister und lebte abwechselnd in den Städten Toruń, Bydgoszcz und Gdynia.
Thommée starb am 13. November 1962 in Warschau und wurde auf dem Powązki-Militärfriedhof in der Aleja Zasłużonych (Allee der Verdienten) beigesetzt. Postum wurde er 1964 zum Divisionsgeneral befördert.